# Kolping Hochschule
Die Kolping Hochschule für Gesundheit und Soziales ist eine private Hochschule mit Sitz in Köln.

## Geschichte
Die Hochschule wurde im Jahr 2019 gegründet und ist staatlich anerkannt. Der Lehrbetrieb wurde am 1. Oktober 2021 aufgenommen. Geleitet wird die Hochschule von der Gründungsrektorin Edith Hansmeier, die Forschung und Lehre organisiert, sowie dem Hochschulkanzler Stefan Ungruh als Leiter der Hochschulverwaltung. Träger der Hochschule ist die Kolping Stiftungshochschule gGmbH.

## Über die Hochschule
Die Kolping Hochschule ist Teil des von Adolph Kolping geprägten deutschlandweiten Kolping-Netzwerkes und orientiert sich am christlichen Leitbild des  Kolpingwerks. Die Hochschule bietet berufsbegleitende und duale Studiengänge mit sozialen und gesundheitlichen Schwerpunkten an.
An der Kolping Hochschule lernen Studierende in digitaler Präsenz, das heißt es finden Online-Vorlesungen statt, so dass ein Studium von jedem Ort aus möglich ist. Die Hochschullehrenden begleiten und unterstützen die Studierenden zudem im selbstständigen Arbeiten. Über Online-Lernmaterialen vertiefen die Studierenden eigenständig und unabhängig von den Lehrveranstaltungen ihr Wissen. In regelmäßigen Abständen finden ergänzend Praxis-Workshops („Case Days“) auf dem Campus der Hochschule in Köln statt.

## Studium

### Voraussetzungen
Die Hochschulzulassung wird bei eine der folgenden Voraussetzungen erteilt:
- Allgemeine Hochschulreife (Abitur)
- Fachhochschulreife
- Meisterbrief / Aufstiegsfortbildung
- Berufsausbildung und mehrjährige Berufserfahrung im Bereich des gewählten Studiengangs[4]

### Studiengänge
An der Kolping Hochschule werden berufsbegleitende und duale Bachelor-Studiengänge in den Bereichen der Gesundheit und des Sozialen angeboten:
- Soziale Arbeit (dual/berufsbegleitend)
- Kindheitspädagogik (dual/berufsbegleitend)
- Gesundheitspsychologie (berufsbegleitend)
- Gerontologie, Gesundheit & Care (berufsbegleitend)

Weitere Studiengänge befinden sich in der Planungs- bzw. Akkreditierungsphase und werden voraussichtlich 2025 eingeführt.
Die Hochschule erhebt Studiengebühren.